# Notes on a Conditional Form
Notes on a Conditional Form — четвёртый студийный альбом английской рок-группы The 1975, вышедший 22 мая 2020 года на лейблах Dirty Hit, Polydor. Продюсерами были Джордж Дэниэл, Мэттью Хили, Джонатан Гилмор. Первоначально альбом назывался Music for Cars и был задуман как продолжение альбома I Like It When You Sleep (2016). Позже он стал обозначать «эпоху», охватывающую два альбома. Первый, A Brief Inquiry into Online Relationships, вышел в ноябре 2018 года. Группа записала большую часть второго альбома в Лондоне, Лос-Анджелесе, Сиднее, Нортгемптоншире и в мобильной студии на своем гастрольном автобусе. Альбом столкнулся с несколькими задержками и был представлен всего за несколько недель до начала глобальной пандемии COVID-19.
Максималистский экспериментальный альбом Notes on a Conditional Form имеет свободную структуру, состоящую из обычных песен, классических оркестровых интерлюдий и эмбиентных электронных инструменталов. Альбом содержит свободные структуры песен, характеризующиеся потоком сознания, нео-нуарной атмосферой, унылыми струнными аранжировками, меланхоличными оркестровыми расцветами и внезапными контрастами. Среди приглашенных авторов альбома — Фиби Бриджерс, FKA Twigs, Катти Рэнкс, активистка борьбы с изменением климата Грета Тунберг и отец Мэтти Хили, Тим.
Альбом Notes on a Conditional Form включает в себя множество жанров, сочетая хаус, гэридж и различные поджанры электронной музыки с акустическим гитарным фолком, эмо, кантри и различными поджанрами рок-музыки. Тематически альбом сосредоточен на тонкостях человеческого существования и использует самоанализ, ретроспекцию, саморефлексию и прямолинейное повествование. Он исследует темы изоляции, неуверенности и тревоги, вдохновленный романом Джоан Дидион «Центр не удержится» и альбомом Nebraska Брюса Спрингстина . Лирика альбома представляет собой деконструкцию экстравертной личности Хили, и некоторые рецензенты назвали его самой личной записью группы The 1975.
Диск возглавил хит-парад Великобритании (UK Albums Chart). Альбом поляризовал мнения современных музыкальных критиков; одни превозносили его как опус магнум группы, а другие называли его запутанным, хаотичным и бесцельным. Несмотря на это, альбом попал в многочисленные списки по итогам года и был назван лучшим релизом 2020 года по версии журнала The Music.

## История
В феврале 2016 года группа The 1975 выпустила свой второй студийный альбом I Like It When You Sleep, for You Are So Beautiful Yet So Unaware of It. Он имел большой успех и достиг первого места и в Великобритании (UK Albums Chart) и в США (Billboard 200), а большинство критиков рассматривали его одним из лучших дисков 2016 года. В феврале 2017 года В феврале 2017 года ведущий вокалист Мэттью Хили написал в Твиттере: «Music For Cars — 2018». В апреле в интервью на радиошоу Beats 1 Radio, певец подтвердил название Music For Cars и анонсировал релиз 2018 годом, сказав «[альбом] всегда так назывался, и мы всегда собирались сделать трилогию пластинок». Он позднее рассказал Тому Коннику из журнала NME, что название это ссылка на третий мини-альбом того же названия same name (2013), сказав что это было любимым его названием из всех что они сделали. С помощью Music For Cars, певец стремился создать самый важный поп-альбом десятилетия, надеясь добиться такого же влияния, как альбом, Radiohead OK Computer (1997) и the Smiths The Queen Is Dead (1986).
В августе 2017 года в группе 1975 заявили, что они находятся в процессе редактирования «Music For Cars», имея более двух часов материала. Хили также раскрыл название новой песни, «Jesus Christ 2005 God Bless America» (2020), в то время как менеджер группы Джейми Осборн заявил, что первые сессии записи альбома запланированы на сентябрь. Плакаты, рекламирующие альбом, начали появляться в Лондоне и Манчестере в апреле 2018 года. В мае группа the1975 объявила, что «Music For Cars» теперь будет служить umbrella term для обозначения «эры», состоящей из двух альбомов. Относительно решения выпустить две отдельные работы, а не двойной альбом, Хили назвал формат двойных альбомов «проговым и раздражающим… они самообманны».
Первая часть эры Music For Cars, A Brief Inquiry into Online Relationships, была выпущена 30 ноября 2018 года. Альбом получил широкое признание критиков и стал лучшим британским альбомом года на церемонии Brit Awards в 2019 году.
Хотя Хили хотел выпустить второй альбом в мае 2019 года, Notes on a Conditional Form стал доступен для предварительного заказа на Apple Music вскоре после выхода песни «The 1975» в июле 2019 года, с датой выхода 21 февраля 2020 года. Также было представлено официальное оформление, на котором изображена жёлтая полоса и название альбома, написанное на разных языках. Позднее дата выхода была перенесена на 24 апреля из-за проблем с производством винила, а затем снова отложена до 22 мая. Также была представлена обновленная обложка альбома, на которой были изображены название альбома, название группы и фраза «Music For Cars» вверху, а инициалы Notes on a Conditional Form — в правом верхнем углу. Прежнее оформление будет использовано только для цифровой версии. Что касается многочисленных задержек, Хили сказал, что они были вызваны тем, что интервьюеры назначали произвольные даты выхода. В конечном итоге, Notes on a Conditional Form были выпущены 22 мая 2020 года.

## Восприятие
| Совокупная оценка    | Совокупная оценка |
| Источник             | Оценка            |
| -------------------- | ----------------- |
| AnyDecentMusic?      | 6.8/10            |
| Metacritic           | 69/100            |
| Оценки критиков      |                   |
| Источник             | Оценка            |
| AllMusic             | [ 26 ]            |
| Clash                | 8/10              |
| Consequence of Sound | B+                |
| Entertainment Weekly | A–                |
| The Guardian         | [ 32 ]            |
| The Independent      | [ 33 ]            |
| NME                  | [ 34 ]            |
| Paste                | 5.1/10            |
| Pitchfork            | 8.0/10            |
| Rolling Stone        | [ 37 ]            |

### Отзывы критиков
Notes on a Conditional Form получил полярные отзывы от современных музыкальных критиков, одни считали его запутанным и хаотичным, другие — «произведением панорамного гения». Агрегационный сайт Metacritic сообщил о нормализованном рейтинге 69, основанном на 28 критических отзывах, что свидетельствует о «в целом благоприятных отзывах». Сайт AnyDecentMusic? дал 6.8 баллов из 10, основываясь на консенсусе критиков.
Стаббс дал альбому отличную пятизвездочную рецензию, описав его как раздвигающий границы и «абсолютно, освежающе нефильтрованный — музыкально и лирически». Он похвалил его исповедальные темы, музыкальное разнообразие и подрыв ожиданий. Моск поставил альбому оценку 9,7 из 10, поставив отличные баллы за качество музыки, производство, оригинальность, звуковое разнообразие и тексты, назвав его: «музыкальной одиссеей, многослойной по звучанию и содержанию: Бесжанровое, эмоционально волнующее произведение искусства, готовое стать новым саундтреком к вашей жизни». Более конкретно, он отметил сырую, эмоционально снисходительную природу текстов и амбициозный, авантюрный музыкальный стиль, предсказав, что альбом станет голосом поколения.
Диллон Истоу из Gigwise похвалил группу за то, что она бросила вызов ожиданиям, возложенным на неё, высоко оценив лирические размышления, звуковое разнообразие и креативность альбома, назвав его «легко самым интересным и запутанным крупным релизом продаваемой на арене гитарной группы за долгое время». Фицморис похвалил альбом за то, что он не поддается классификации, назвав его «восхитительно перегруженной коллекцией, включающей некоторые из лучших и наиболее приятных работ [группы] на сегодняшний день». Он высоко оценил самоотсылки, сотрудничество и способность сбалансировать включение новых жанров с фирменным звучанием группы, считая его свидетельством видения Дэниела и Хили.

### Итоговые списки
| Публикация                    | Список                                    | Ранг | Ссылка |
| ----------------------------- | ----------------------------------------- | ---- | ------ |
| Alternative Press             | The Best 50 Albums of 2020                | *    | [ 41 ] |
| Rachel Aroesti (The Guardian) | Guardian Albums and Tracks of 2020        | *    | [ 42 ] |
| Atwood Magazine               | 2020 Albums of the Year                   | *    | [ 43 ] |
| Eve Barlow (The Guardian)     | Guardian Albums and Tracks of 2020        | *    | [ 42 ] |
| Billboard                     | The Best 50 Albums of 2020                | 29   | [ 44 ] |
| Billboard                     | The 25 Best Rock Albums of 2020           | 5    | [ 45 ] |
| BrooklynVegan                 | Top 55 Albums of 2020                     | 36   | [ 46 ] |
| Complex                       | The Best Albums of 2020                   | 33   | [ 47 ] |
| Complex                       | The Best Albums of 2020 (So Far)          | 17   | [ 48 ] |
| Coup de Main Magazine         | The Best Albums of 2020                   | 5    | [ 49 ] |
| Dork                          | Albums of the Year 2020                   | 10   | [ 38 ] |
| Entertainment Weekly          | The Best Albums of 2020... So Far         | *    | [ 50 ] |
| Esquire                       | Best Albums of 2020                       | *    | [ 51 ] |
| The Fader                     | The 50 Best Albums of 2020                | 46   | [ 52 ] |
| Far Out Magazine              | The 50 Best Albums of 2020                | 40   | [ 53 ] |
| The Guardian                  | The 50 Best Albums of 2020                | 36   | [ 54 ] |
| Hot Press                     | Hot Press Albums of 2020                  | 13   | [ 55 ] |
| Insider                       | The 20 Best Albums of 2020                | 19   | [ 56 ] |
| The Morning Call              | Best Albums of 2020 So Far                | *    | [ 57 ] |
| The Music                     | Album of the Year                         | 1    | [ 58 ] |
| The Music                     | The 30 Best Albums of 2020 (So Far)       | *    | [ 59 ] |
| NME                           | The 50 Best Albums of 2020                | 43   | [ 60 ] |
| Edwin Ortiz (Complex)         | Our Favorite Songs and Albums of 2020     | 1    | [ 61 ] |
| PopMatters                    | The 60 Best Albums of 2020                | 38   | [ 62 ] |
| Slant Magazine                | The 50 Best Albums of 2020                | 21   | [ 63 ] |
| Kate Solomon (The Guardian)   | Guardian Albums and Tracks of 2020        | *    | [ 42 ] |
| Stereogum                     | The 50 Best Albums of 2020                | 17   | [ 64 ] |
| Stereogum                     | The 50 Best Albums of 2020 – Mid-Year     | 5    | [ 65 ] |
| Square One Magazine           | Albums of the Year 2020                   | *    | [ 66 ] |
| Under the Radar               | The Top 100 Albums of 2020                | 58   | [ 67 ] |
| Uproxx                        | The 2020 Uproxx Music Critics Poll        | 19   | [ 68 ] |
| Variety                       | Best Albums of 2020 — Mid-Year            | *    | [ 69 ] |
| Yardbarker                    | The 30 Best Albums of 2020                | *    | [ 70 ] |
| Yardbarker                    | The 25 Best Albums of the Year – Mid-Year | *    | [ 71 ] |

## Список композиций
| №                   | Название                                    | Автор(ы)                                                                | Продюсеры                        | Длительность |
| ------------------- | ------------------------------------------- | ----------------------------------------------------------------------- | -------------------------------- | ------------ |
| 1.                  | «The 1975»                                  | Daniel M. Healy Грета Тунберг                                           |                                  | 4:55         |
| 2.                  | «People»                                    |                                                                         | Daniel M. Healy Jonathan Gilmore | 2:38         |
| 3.                  | «The End (Music for Cars)»                  |                                                                         |                                  | 2:30         |
| 4.                  | «Frail State of Mind»                       |                                                                         |                                  | 3:53         |
| 5.                  | «Streaming»                                 |                                                                         |                                  | 1:32         |
| 6.                  | «The Birthday Party»                        |                                                                         |                                  | 4:45         |
| 7.                  | «Yeah I Know»                               |                                                                         |                                  | 4:13         |
| 8.                  | «Then Because She Goes»                     |                                                                         | Daniel M. Healy Gilmore          | 2:07         |
| 9.                  | «Jesus Christ 2005 God Bless America»       |                                                                         |                                  | 4:23         |
| 10.                 | «Roadkill»                                  |                                                                         | Daniel M. Healy Gilmore          | 2:55         |
| 11.                 | «Me & You Together Song»                    |                                                                         | Daniel M. Healy Gilmore          | 3:27         |
| 12.                 | «I Think There's Something You Should Know» |                                                                         |                                  | 4:00         |
| 13.                 | «Nothing Revealed / Everything Denied»      |                                                                         |                                  | 3:38         |
| 14.                 | «Tonight (I Wish I Was Your Boy)»           | Daniel M. Healy Hann MacDonald Guendoline Rome Viray Gomez Hiroshi Sato |                                  | 4:07         |
| 15.                 | «Shiny Collarbone»                          |                                                                         |                                  | 2:50         |
| 16.                 | «If You're Too Shy (Let Me Know)»           |                                                                         | Daniel M. Healy Gilmore          | 5:19         |
| 17.                 | «Playing on My Mind»                        |                                                                         |                                  | 3:24         |
| 18.                 | «Having No Head»                            |                                                                         |                                  | 6:04         |
| 19.                 | «What Should I Say»                         |                                                                         |                                  | 4:06         |
| 20.                 | «Bagsy Not in Net»                          |                                                                         |                                  | 2:26         |
| 21.                 | «Don't Worry»                               | Tim Healy                                                               |                                  | 2:48         |
| 22.                 | «Guys»                                      |                                                                         | Daniel M. Healy Gilmore          | 4:29         |
| Общая длительность: | Общая длительность:                         | Общая длительность:                                                     | Общая длительность:              | 80:29        |

## Участники записи
- Мэттью Хили — вокал (2, 4, 6-14, 16-17, 19-22), гитара (2, 8-11, 14, 16), банджо (6), клавишные (1), фортепиано (6)
- Джордж Дэниэл — ударные (2, 6, 8, 10-14, 16, 19, 22), бэк-вокал (22), синтезаторы (2, 4-5, 7, 9, 13, 15-16, 18-19, 22), клавишные (1, 7, 9-10, 13-16, 18-19), фортепиано (4, 6, 12, 18), программирование (1, 7, 15, 18-20), струнные (1), арфа (4, 12), вибрафон (6, 12)
- Адам Ханн — гитара (2, 4, 6, 8, 10, 11, 14, 16, 22)
- Росс Макдональд — бас-гитара (2, 6, 8, 10, 11, 13-14, 16, 22), контрабас (9)

## Позиции в чартах
| Чарт (2020)                        | Высшая позиция |
| ---------------------------------- | -------------- |
| Австралия (ARIA)                   | 1              |
| Австрия (Ö3 Austria)               | 30             |
| Бельгия/Фландрия (Ultratop)        | 67             |
| Канада (Canadian Albums Chart)     | 19             |
| Нидерланды (Album Top 100)         | 36             |
| Германия (Offizielle Top 100)      | 36             |
| Ирландия (Irish Albums Chart)      | 2              |
| Италия (Classifica album)          | 100            |
| Japan Hot Albums (Billboard Japan) | 15             |
| Япония (Oricon)                    | 17             |
| Lithuanian Albums (AGATA)          | 69             |
| Новая Зеландия (RMNZ)              | 4              |
| Шотландия (Scottish Albums Chart)  | 1              |
| Швейцария (Schweizer Hitparade)    | 36             |
| Великобритания (UK Albums Chart)   | 1              |
| США (Billboard 200)                | 4              |
| США (Billboard Top Rock Albums)    | 1              |

| Чарт (2020)                    | Позиция |
| ------------------------------ | ------- |
| US Top Rock Albums (Billboard) | 62      |

## Сертификации
| Регион                                                                      | Сертификация | Продажи |
| --------------------------------------------------------------------------- | ------------ | ------- |
| Великобритания (BPI)                                                        | Золотой      | 100 000 |
| Данные о продажах + прослушиваниях приведены только на основе сертификации. |              |         |